# Sebastjan Cimirotič
Sebastjan Cimirotič (tudi Cimerotič uradni priimek pa je z i-jem; vzdevek Cime), slovenski nogometaš, * 14. september 1974, Ljubljana.
Od 25. marca 1998, ko je na prijateljski tekmi proti Poljski prvič zaigral za Slovenijo, je za reprezentanco odigral 33 tekem in dosegel 6 golov. 
V svoji karieri je zamenjal kar nekaj klubov. Začel je pri Slovanu, potem je igral pri Olimpiji, na Rijeki, igral je tudi v Izraelu za Hapoel Tel-Aviv in se nato preselil v italijanski Lecce. Nato se je spet vrnil k Olimpiji in po propadu kluba zaigral za CMC Publikum, kjer ni ostal dolgo. Pred začetkom sezone 2005/2006 se je preselil v korejski Incheon United, od koder se je preselil v Hajduk Split, kjer je igral kot posojen igralec. Zaradi poškodbe je izpustil večino tekem, je pa dosegel gol na večnem hrvaškem derbiju, ko je Hajduk z 1:0 premagal zagrebški Dinamo. Pred sezono 2006/2007 se je preselil v NK Domžale.  
Cimerotič je znan po svojih preigravanjih, s katerimi je povzročil težave že mnogim nasprotnikom. Njegov zaščitni znak so tudi številne komične izjave.